# Химерина крв
Химерина крв: роман о Дучићу је романсирана биографија Јована Дучића, књижевника, сценаристе и новинара Славише Павловића (1982), објављена 2020. године у издању "Лагуне" из Београда. 

## О аутору
Славиша Павловић је рођен 1982. године у Љубовији. Пише романе, поезију, сценарија, историјско-документарну грађу, а бави се и превођењем. Књиге су му превођене на руски језик. Био је говорник је на више међународних научно-историјских скупова посвећених Првом светском рату. Бавио се и новинарством. Био је аутор и водитељ неколико телевизијских емисија. Живи и ради у Београду.

## О књизи
Роман Химерина крв је биографија Јована Дучића на чијим страницама је аутор приказао један аспект личности песника и дипломате. Трудио да пронађе и открије мање познате појединости о великом српском дипломати и родољубу.
Радња романа Химерина крв почиње приказујући Јована Дучића, песника и дипломату, 1943. године у Америци. На обали језера Мичиген он се присећа тешког детињства, хапшења и прогона које је доживео од аустроугарских власти због патриотског деловања. Ни здравље га више не служи али ипак пише своје последње текстове.
Разочаран је у југословенство. Свом секретару прича причу о свом животу, о матурским данима, дружењу са Алексом Шантићем, Бијељине, прве велике љубави, сусретима са Пашићем, Аписом, кафанским дружењима са Нушићем и Танкосићем.
Прича причу и о љубавним аферама у српским новинама у којима је учествовао. Присећа се и дана у Риму где је боравио  као дипломата и сматра их најуспешнијим. У Риму са Мусолинијем врши преговоре и нада се да ће успети да издејствује изручење Павелића. Док борави у Риму ту је и мистериозна А. (Анђела ди Сулмоне) , краљева рођака, удата жена дупло млађа од њега, са којом је у страсној вези.
Аутор је приказао и све градове и године у којима је Дучић боравио: од родног Требиња преко Београда, па до Париза и Рима као и долазак у Америку.
Дучић је имао веома буран љубавни живот и аутор је приказао његове три велике љубави, Магу Живановић, Јованку Јовановић и принцезу Анђелу ди Сулмоне.